# Tablice rejestracyjne na Litwie

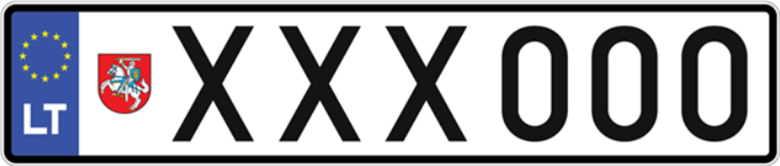
Obecne litewskie tablice rejestracyjne

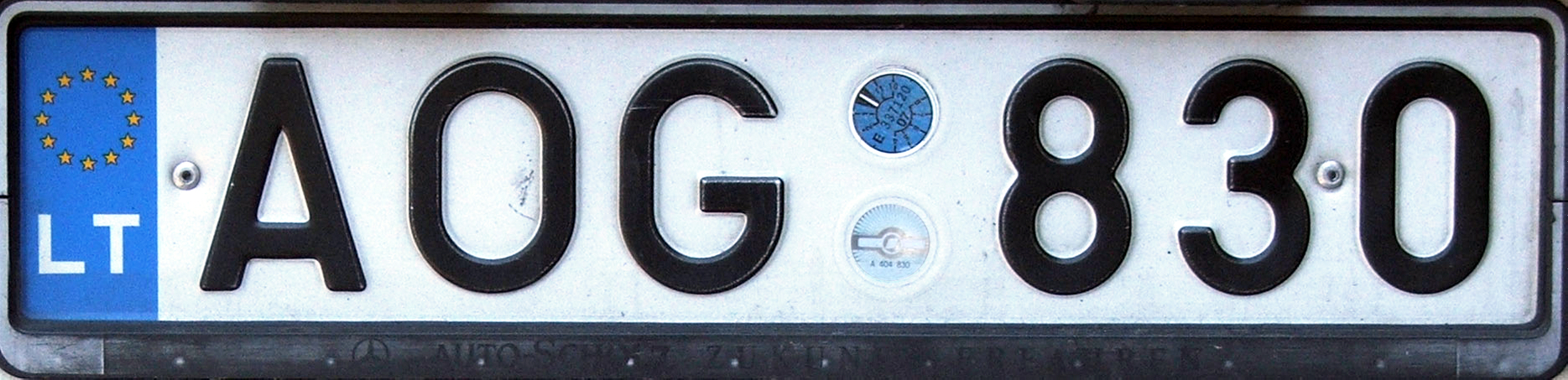
Wzór tablic w latach 2004–2023

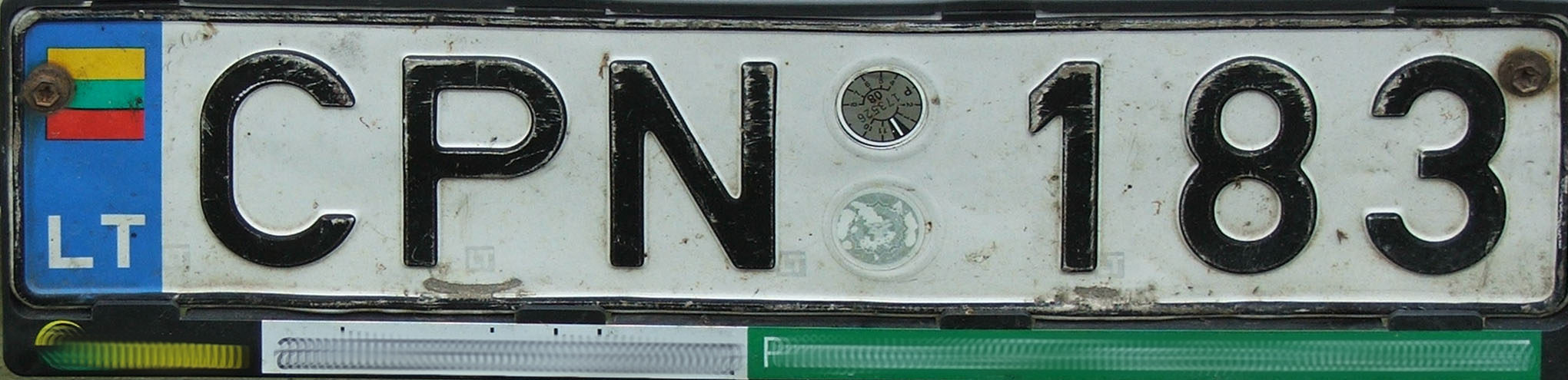
Wzór sprzed roku 2004. Tablica pochodzi z okręgu poniewieskiego (P jako druga litera wyróżnika)

Litewskie tablice rejestracyjne – system identyfikacji pojazdów stosowany na Litwie. Standardowo na tablicy znajdują się trzy litery oraz trzy cyfry (np. ABC 123). Numer rejestracyjny naniesiony jest czarną czcionką na białym tle. Rozmiary tablic są zgodne z wymiarami unijnymi, jednakże możliwe jest wyrobienie tablic w wymiarze amerykańskim. Wszystkie tablice wytworzone po 2004 roku posiadają tzw. Euroband. Od czasu odzyskania niepodległości przez Litwę w roku 1990 do akcesji do UE w 2004 w miejscu późniejszych 12 gwiazdek unijnych znajdowała się flaga Litwy.
W międzynarodowym kodzie samochodowym Litwa ma symbol – LT.
Do kwietnia 2018 roku tablice rejestracyjne miały przestrzeń w środku na naklejki. Od października 2023 roku pomiędzy eurobandem a literami na tablicach znajduje się herb Litwy

## Historia

### Wyróżniki okręgów z 1932 roku
| Kod       | Okręg                 |
| --------- | --------------------- |
| A         | Olita (miasto)        |
| Aa        | Okręg olicki          |
| B         | Okręg birżeński       |
| K         | Kowno (miasto)        |
| Ka        | Okręg kowieński       |
| Kd        | Kiejdany (miasto)     |
| Km        | Okręg kiejdański      |
| K.M.      | Okręg Kłajpedy        |
| M,Mm      | Mariampol (miasto)    |
| Ma,Mm     | Okręg mariampolski    |
| Mž        | Okręg możejski        |
| P,Pm      | Poniewież             |
| Pa,Pm     | Okręg poniewieski     |
| R,Ra      | Okręg rosieński       |
| Rk        | Okręg rokiski         |
| Sa        | Okręg sejneński       |
| Šk        | Okręg szakijski       |
| Šl        | Szawle                |
| Šm        | Okręg szawelski       |
| Šv        | Okręg nowoświęciański |
| T         | Taurogi (miasto)      |
| Ta        | Telsze (miasto)       |
| Tg        | Okręg tauroski        |
| Tl        | Okręg telszański      |
| Tr        | Okręg trocki          |
| U,Um      | Wiłkomierz            |
| Uk,Um     | Okręg wiłkomierski    |
| Ut        | Okręg uciański        |
| V         | Wilno (miasto)        |
| Vi        | Okręg wileński        |
| Va,Vl     | Okręg wyłkowyski      |
| Vl        | Wyłkowyszki (miasto)  |
| Z, Za, Ež | Okręg jezioroski      |

### Wyróżniki okręgów z 1990 roku
Do 2004 roku druga litera numeru rejestracyjnego była wyróżnikiem okręgu w którym pojazd był zarejestrowany:
| Kod | Okręg                                                                        | przykład |
| --- | ---------------------------------------------------------------------------- | -------- |
| A   | Okręg olicki                                                                 | AAA 123  |
| J   | Okręg tauroski (kod pochodzi od pierwszej litery nazwy miejscowości Jurbork) | AJA 123  |
| K   | Okręg kowieński                                                              | AKA 123  |
| L   | Okręg kłajpedzki                                                             | ALA 123  |
| M   | Okręg mariampolski                                                           | AMA 123  |
| P   | Okręg poniewieski                                                            | APA 123  |
| S   | Okręg szawelski                                                              | ASA 123  |
| T   | Okręg telszański                                                             | ATA 123  |
| U   | Okręg uciański                                                               | AUA 123  |
| V   | Okręg wileński                                                               | AVA 123  |

## Tablice specjalne

### Tablice tymczasowe
Pojazdy zarejestrowane czasowo na Litwie otrzymują tablice z czerwonymi znakami na białym tle.

#### Rodzaje

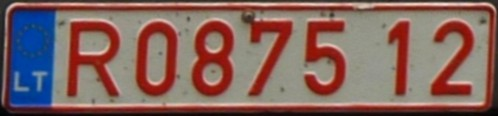
Tablica dealerska

- Tablice dla pojazdów importowanych oraz eksportowanych z Litwy (ważne o 90 dni):

| LT | 24214AA |

- tablice dla pojazdów sprzedanych przez podmioty zajmujące się sprzedażą i handlem pojazdów:

### Tablice dla pojazdów dyplomatycznych

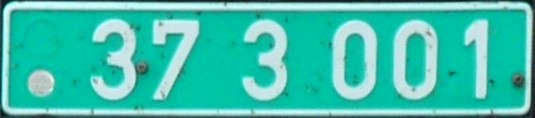
Tablica dyplomatyczna

Przeznaczone są dla pojazdów korpusu dyplomatycznego. Numer rejestracyjny naniesiony jest białą czcionką na zielonym tle. Cyfry są pogrupowane w następujący sposób: 01 3 123. Brak jest również Eurobandu. Pierwsze dwie cyfry są wyróżnikiem ambasady danego kraju.
Kody na tablicach dyplomatycznych określające państwo lub organizację (pierwsza dwójka cyfr):

- 01  Szwecja
- 02  Niemcy
- 03  Francja
- 04  Łotwa
- 05  Dania
- 06  Kanada
- 07  Wielka Brytania
- 08  Włochy
- 09  Norwegia
- 10  Finlandia
- 11  Watykan
- 12  Turcja
- 13  Czechy
- 14  Stany Zjednoczone
- 15  Chiny
- 16  Polska
- 17  Polska
- 18  Estonia
- 19  Rosja
- 20  Rosja
- 21  Rumunia
- 22  Ukraina
- 23  Białoruś
- 24  Kazachstan
- 25  Gruzja
- 26  Japonia
- 27  Austria
- 28  Belgia
- 29  Holandia
- 30  Węgry
- 31  Hiszpania
- 32  Zakon Maltański
- 33  Demokratyczna Republika Konga
- 34  Irlandia
- 35  Portugalia
- 36  Mołdawia
- 37  Azerbejdżan
- 38  Bułgaria
- 39  Armenia
- 40  Chorwacja
- 41  Izrael

### Tablice dla taksówek

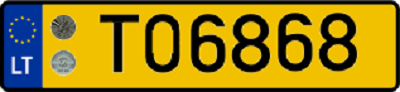
Tablice dla taksówek

Taksówki posiadają tablice specjalne, z czarnymi numerami na żółtym tle. Pierwszą literą jest „T” (od pierwszej litery słowa „taksi” w języku litewskim) po której następuje pięciocyfrowy numer. 
Od 2018 r. tablice są białe, ale też z pierwszą literą “T”.

### Tablice dla pojazdów wojskowych
Pojazdy wojskowe posiadają tablice z białym tekstem na czarnym tle. Po lewej stronie znajduje się flaga Litwy.
| LK321A |

## Naklejka ważności przeglądu technicznego
Do 2018 roku na tablicy znajdowało się specjalne miejsce, zwykle pomiędzy literami i cyframi, w którym umieszczało się naklejki informujące o ważności przeglądu technicznego (ważne dwa lata). Od czerwca 2016 roku zrezygnowano z naklejania naklejek.